# Alien Breed (seria)
Alien Breed – seria gier komputerowych z gatunku shooter, stworzonych przez programistów z firmy Team17. Gry dostępne są na komputery Amiga oraz PC.
Akcja gier rozgrywa się na stacjach kosmicznych zaatakowanych przez rasę obcych, wzorowaną na filmach z serii Alien. Zadaniem gracza jest eksterminacja obcych przy wykorzystaniu różnego rodzaju broni. Pierwsze cztery gry serii charakteryzowały się przedstawieniem akcji z lotu ptaka. Ostatnie dwie stworzone zostały na wzór strzelanin first-person shooter.
Od kilku lat pojawiały się informacje o pracach nad kolejną częścią gry. W grudniu 2009 roku pojawiła się gra Alien Breed Evolution na konsolę Xbox 360.
Seria gier Alien Breed składa się z:
- Alien Breed
- Alien Breed – Special Edition 92
  - Jest to poszerzona wersja gry Alien Breed, składająca się z 12 całkiem nowych etapów. Autorzy wyeliminowali również kilka błędów w kodzie gry, a samą rozgrywkę nieco ułatwili, m.in. przez dodanie kodów pozwalających rozpoczęcie gry od danego etapu.
- Alien Breed 2 – The Horror Continues
- Alien Breed – Tower Assault
- Alien Breed 3D
- Alien Breed 3D 2 – The Killing Grounds
- Alien Breed Impact

## Remake
Seria Alien Breed cieszy się dużym powodzeniem wśród amatorów tworzących przeróbki gier. Istnieje ich kilka, z czego najbardziej znana jest Alien Breed Obliteration. Trwają również prace nad remakiem serii 3D, który oparty ma być na silniku gry Unreal.